# Réserve communautaire d'Anja
La réserve communautaire d'Anja est une petite aire protégée à Madagascar. Elle a été créée par une communauté villageoise qui la gère entièrement. Elle est tournée à la fois vers la conservation de la nature, le tourisme et le développement économique de la localité.
La réserve abrite la population de Lemur catta la plus dense de toute l'île.

## Géographie

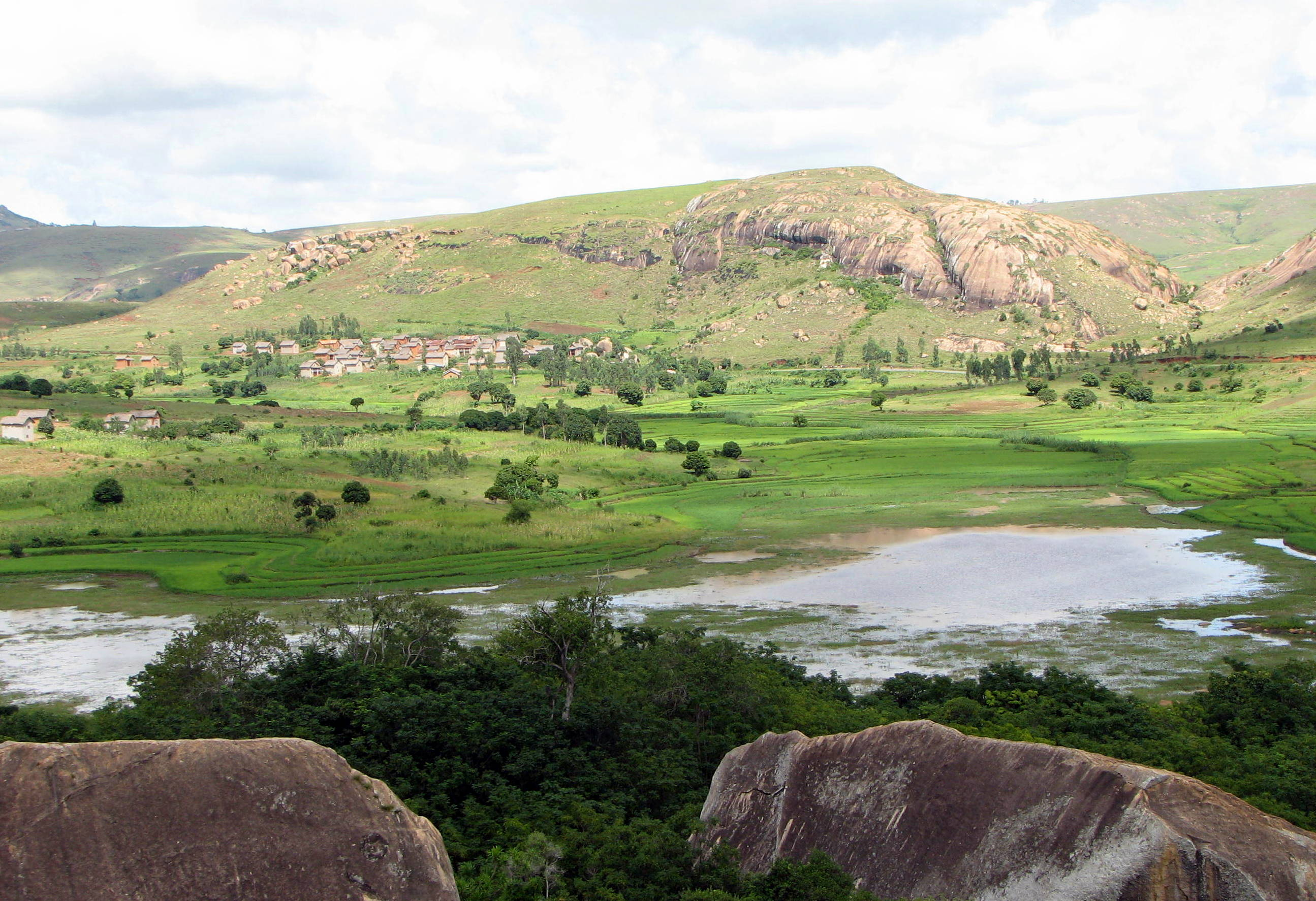
Point de vue sur le lac, depuis la réserve

### Situation
La réserve est située à proximité immédiate de la route nationale no 7, à mi-chemin entre le parc national de l'Isalo au sud et de Ranomafana au nord, deux des parcs les plus visités du pays. Cette situation est probablement à l'origine du nombre très important de visiteurs qui y font escale, et corollairement de la réussite du projet.

### Description
La réserve communautaire d'Anja s'étend sur 34 ha de forêt sèche, entourée par la savane, les rizières et les parcelles maraîchères. Le paysage est dominé par trois grandes formations granitiques isolées, les Telo Mirahavavy ou « les Trois sœurs ».

## Aménagement, gestion

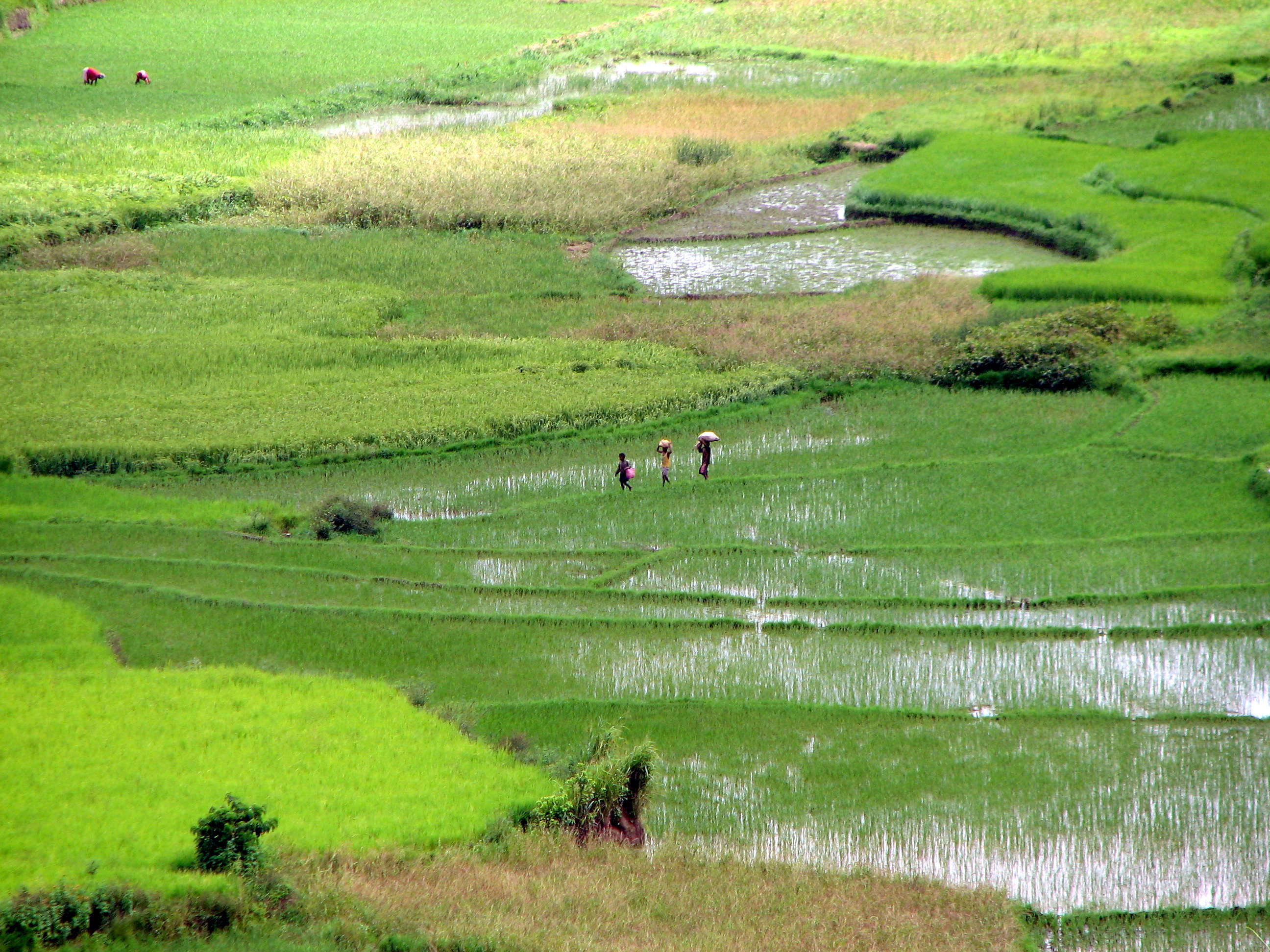
Rizières du village d'Anja. Depuis la création de la réserve les riziculteurs locaux ont adopté le système de riziculture intensive.

### Association Anja Miray
Anja Miray est une association de droit malgache, créée en 1999. Tous les habitants d'Anja, soit environ 2 500 personnes, peuvent s'ils le souhaitent y adhérer. La gestion de la forêt lui a été cédée par le gouvernement malgache en 2001, en vertu des lois de transfert de la gestion des ressources naturelles, de 1996. En 2009, la surface de terres sous le contrôle de l'association Anja Miray est passée de 60 ha (concédés en 2001) à 72 ha.
Le prix « Équateur », qui récompense les efforts des communautés pour réduire la pauvreté par la conservation et l'utilisation durable de la biodiversité, a été décerné à l'association Anja Miray en 2012.
Cependant une étude pointait, en 2018, que les inégalités de genre persistent dans la réserve, en notant, en particulier, que seul 15,4 % des femmes sont autonomes socialement, politiquement et économiquement.

### Actions et projets au profit de la communauté
Les profits de la réserve communautaire d'Anja ont permis de financer la construction de deux écoles et un programme de soutien à l'agriculture avec la distribution de semences et d'intrants.

### Tourisme et situation économique de la réserve
En 2011, la réserve d'Anja a accueilli 12 000 visiteurs, chacun paye un droit d'entrée de 20 000 ariaris (environ 5 €), en plus du tarif de groupe de 18 €. En 2019, le tourisme a généré environ 27 000 € de chiffre d'affaires. Le revenu était alors suffisant pour employer 85 guides et autres agents.

## Patrimoine naturel

### Flore
Au pied des massifs rocheux s'étend une petite forêt sèche, sa flore rassemble des éléments des forêts épineuses du sud, des forêts sèches de l'ouest et de la végétation des hauts-plateaux.
L'une des espèces les plus abondantes de la forêt sèche d'Anja est Melia azedarach dont les feuilles et les fruits poussant toute l'année sont la principale source de nourriture des Lemur catta.

### Faune
Onze espèces d'oiseaux sont officiellement protégés dans la réserve. Parmi l'herpétofaune, on peut observer des lézards, comme Chalarodon madagascariensis, Phelsuma barbouri, Zonosaurus madagascariensis, des serpents, par exemple l'impressionnant Boidae Sanzinia madagascariensis, ou encore des caméléons, notamment le Furcifer oustaleti.
La réserve abrite la population la plus dense de Lemur catta (aussi connus sous le nom de Maki catta) de toute l'île. Elle a augmenté de façon fulgurante, d'une vingtaine en 2000, elle est passée à 225 individus en 2013, probablement grâce à la disponibilité en nourriture et en eau toute l'année. 
L'un des mammifères les plus rares de Madagascar, le Tenrec Hemicentetes semispinosus, peut y être observé.

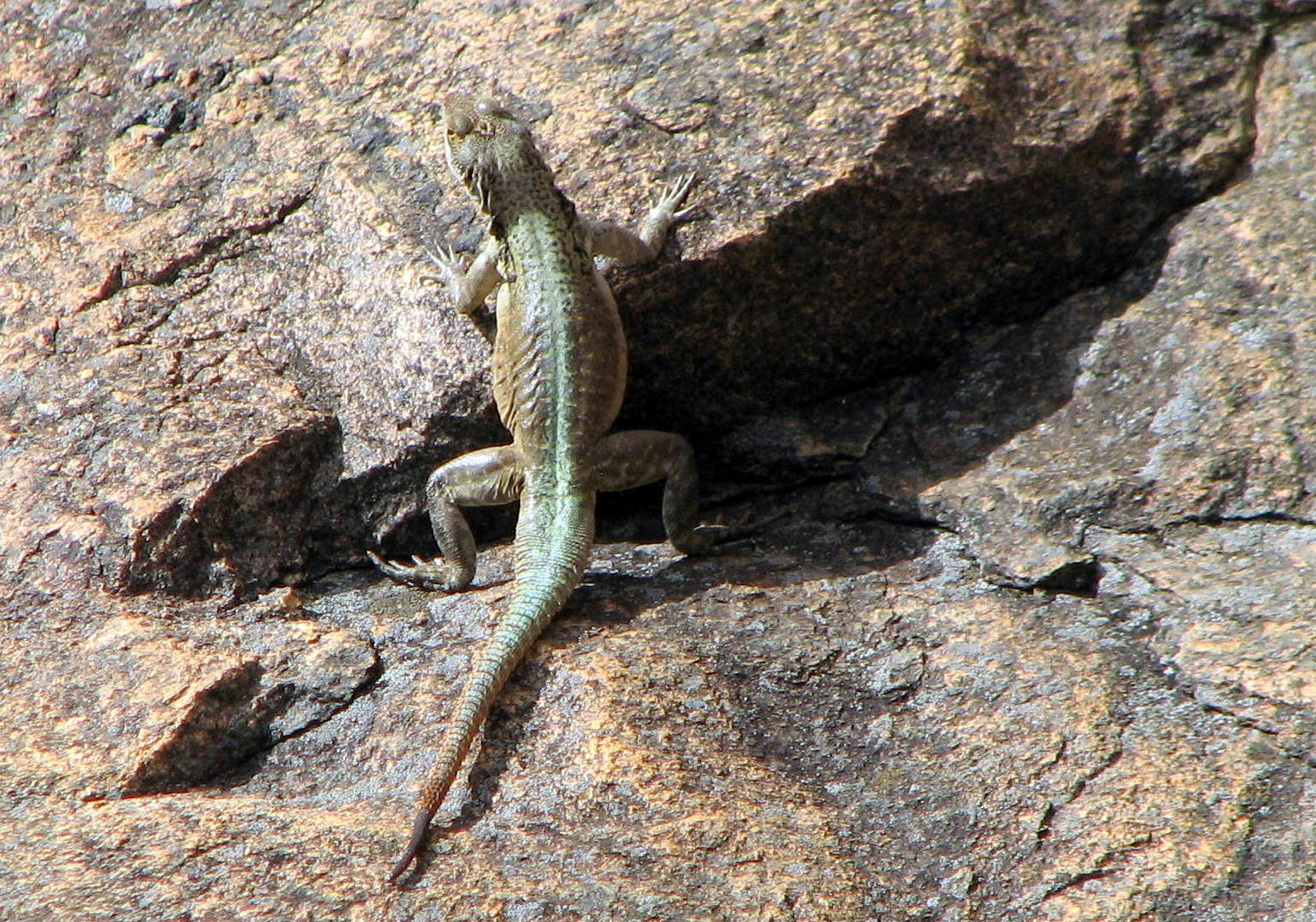
Oplurus grandidieri
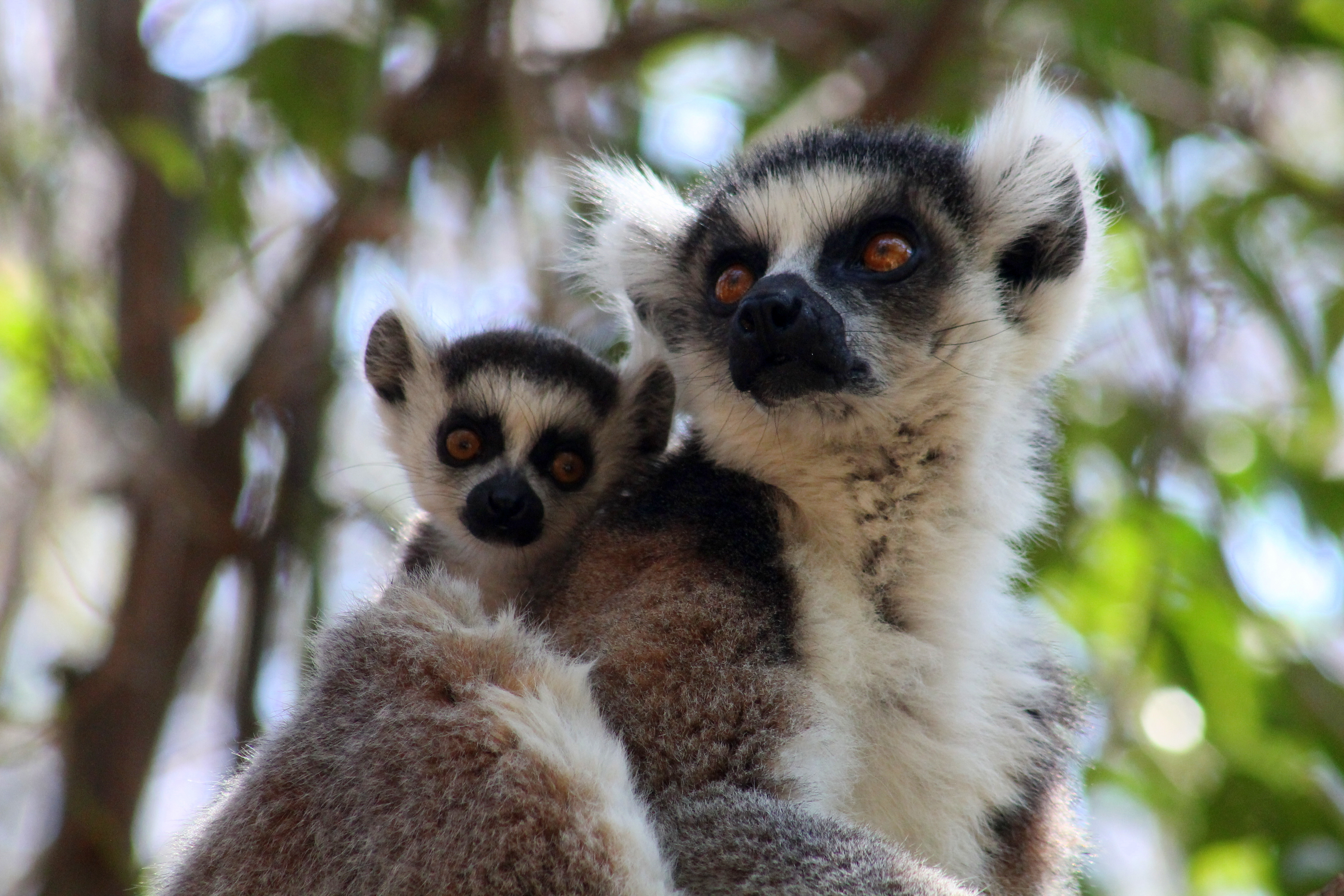
Une mère Lemur catta et son petit
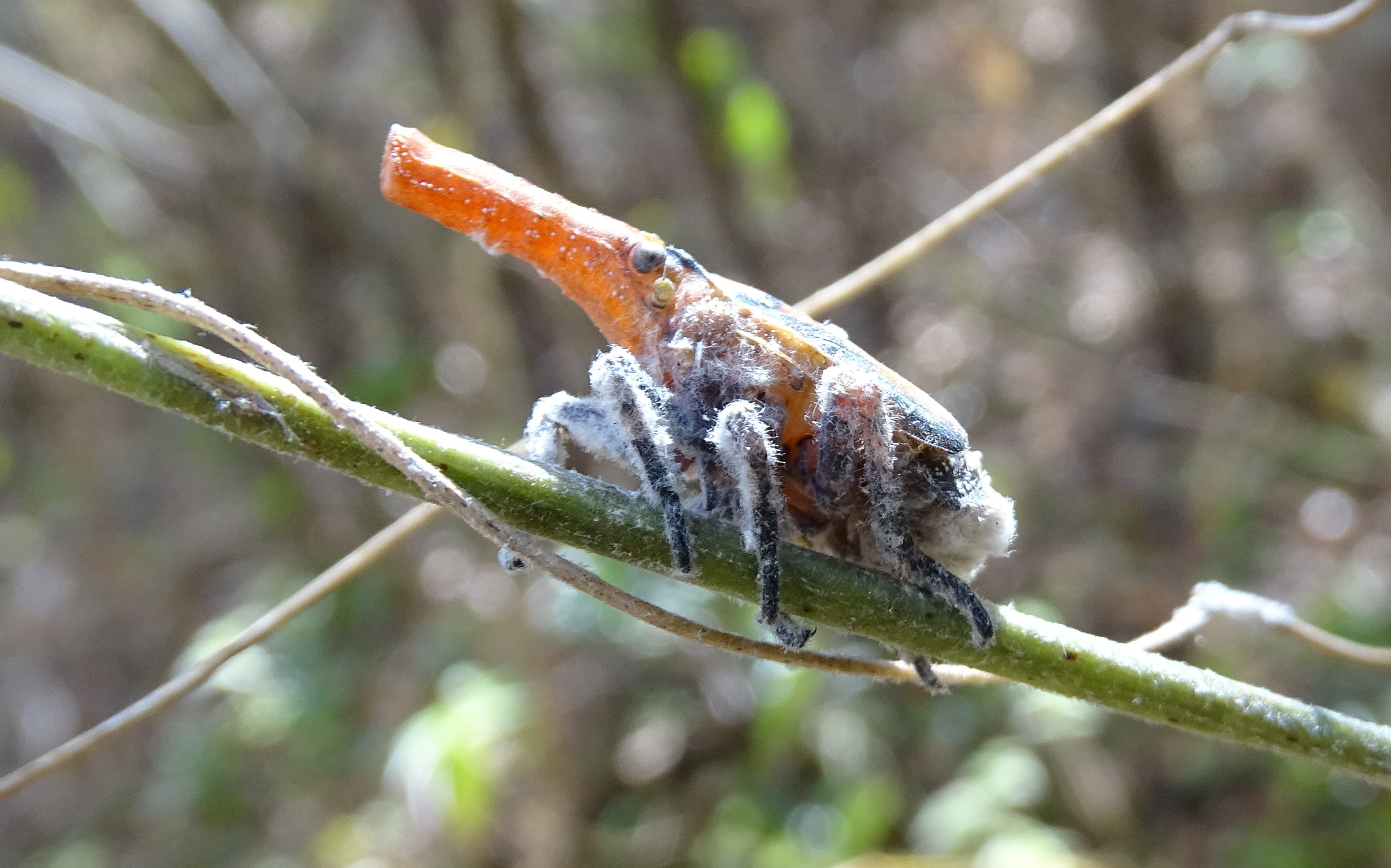
Fulgor de Madagascar (Zanna madagascariensis)
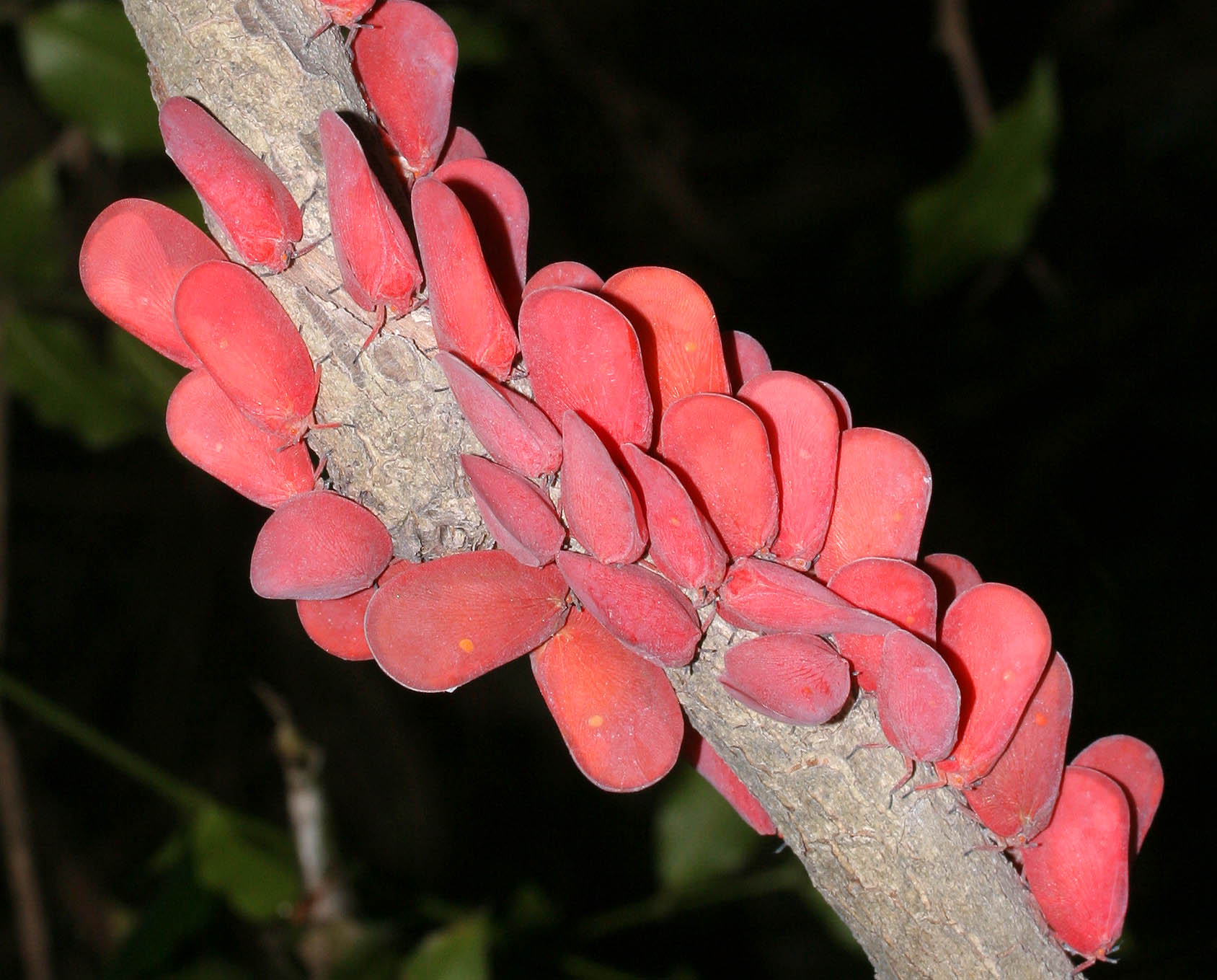
Flatida rosea insectes piqueurs

## Patrimoine culturel

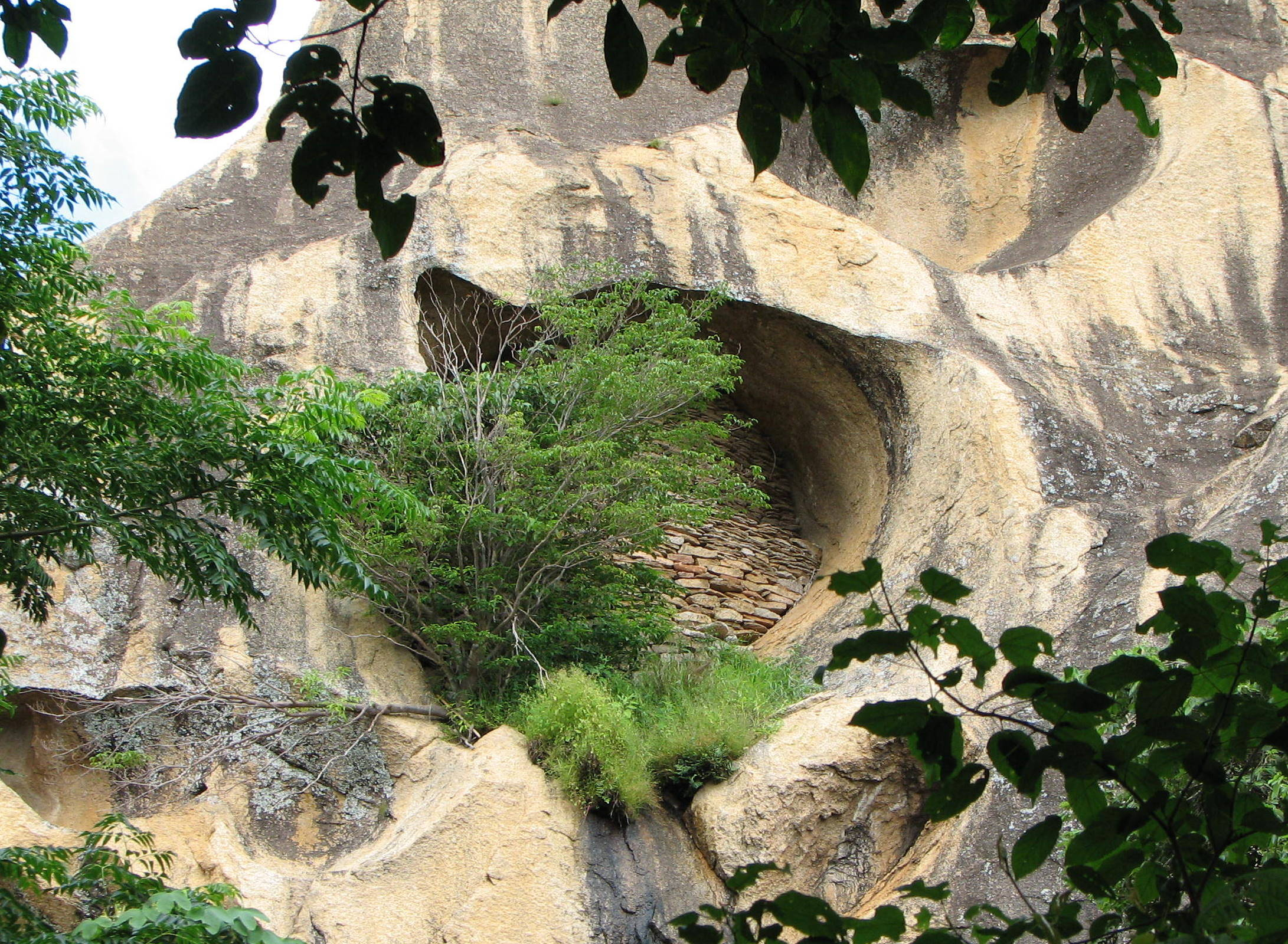
Tombeau Betsileo.

Les rochers des « Trois sœurs » sont considérés comme sacrés, ils abritent les tombeaux des ancêtres des familles habitant les communautés alentour. Ce site funéraire est toujours utilisé. Il est possible de voir deux de ces tombes dans l'un des circuits touristiques.
La présence humaine est attestée à Anja avant 1815, au temps du royaume Betsileo. Jusqu'à 200 personnes pouvaient se réfugier sur ce site. Le royaume d'Anja est conquis par les Mérinas vers 1817. Puis lors de la colonisation française, les villageois sont amenés à se sédentariser sur place, et accessoirement à payer des impôts.